# Clatripes
Clatripes is een monotypisch geslacht uit de familie Corellidae en de orde Phlebobranchia uit de klasse der zakpijpen (Ascidiacea).

## Soorten
- Clatripes flaccidus Monniot F. & Monniot C., 1976